# Somopae
Somopae ist eine Ortschaft im Departamento Beni im Tiefland des südamerikanischen Anden-Staates Bolivien.

## Lage im Nahraum
Somopae ist achtgrößte Ort des Kanton Perotó im Municipio San Andrés in der Provinz Marbán. Die Ortschaft  liegt auf einer Höhe von 163 m an einem linken Nebenfluss des Río Mariquipiri, der nördlich von Trinidad bei San Javier in den Río Mamoré mündet.

## Geographie
Somopae liegt im bolivianischen Tiefland in der Moxos-Ebene, mit über 100.000 km² eines der größten Feuchtgebiete der Erde.
Vorherrschende Vegetationsform in der Region San Andrés ist die tropische Savanne.
Die Jahresdurchschnittstemperatur beträgt 26 °C (siehe Klimadiagramm Trinidad), wobei sich die monatlichen Durchschnittstemperaturen zwischen Juni/Juli mit gut 23 °C und Oktober/Dezember von knapp 28 °C nur wenig unterscheiden. Der Jahresniederschlag beträgt fast 2000 mm und liegt somit mehr als doppelt so hoch wie die Niederschläge in Mitteleuropa. Höchstwerten von etwa 300 mm in den Monaten Dezember bis Februar stehen Niedrigwerte von etwa 50 mm im Juli/August gegenüber.

## Verkehrsnetz
Somopae liegt in einer Entfernung von 34 Straßenkilometern südöstlich von Trinidad, der Hauptstadt des Departamentos.
Von Somopae führt eine unbefestigte Landstraße vom Nachbarort Miraflores kommend in östlicher Richtung einen Kilometer zur Fernstraße Ruta 9, die das gesamte bolivianische Tiefland in Nord-Süd-Richtung durchquert, - von Guayaramerín im Nordosten des Landes nach Trinidad und vorbei an Miraflores zur Tiefland-Metropole Santa Cruz und weiter nach Yacuiba an der argentinischen Grenze.

## Bevölkerung
Die Einwohnerzahl der Ortschaft ist im vergangenen Jahrzehnt auf weniger als die Hälfte zurückgegangen:
| Jahr | Einwohner         | Quelle       |
| ---- | ----------------- | ------------ |
| 1992 | keine Detaildaten | Volkszählung |
| 2001 | 288               | Volkszählung |
| 2012 | 113               | Volkszählung |
| 2024 |                   | Volkszählung |